# 御夫座UU
御夫座UU，又名BD+38 1539，HD 46687、SAO 59280、HR 2405，是御夫座的一颗恒星，视星等为5.29，位于銀經176.52，銀緯13.78，其B1900.0坐标为赤經6h 29m 40.3s，赤緯+38° 13.78′ 34″。